# Moderato cantabile (Dedić)
Moderato cantabile je EP i naziv pjesme Arsena Dedića iz 1964. godine. Nosač zvuka sadrži četiri Dedićeve šansone izvedene na Zagrebačkom festivalu '64, na večeri šansone u organizaciji skupine "Studio 64".

## Glazba i stihovi
U siječnju 1964. u sklopu Zagrebačkog festivala okuplja se skupina od desetak skladatelja i književnika pod nazivom Studio 64 s ciljem promidžbe šansone. Slijedom toga Dedić piše i sklada Moderato cantabile i druge pjesme, koje prvi put izvodi izvan konkurencije na Zagrebfestu iste godine, u sklopu koncerta Studija 64. Pjesma je bila prethodno odbijena na svim festivalima u tadašnjoj državi; u Zagrebu, Opatiji, Beogradskom proljeću, kamo ju je Dedić slao. Dedić je naslovnu pjesmu Moderato cantabile (tal. umjereno pjevno) napisao i skladao pod dojmom melankoličnog ugođaja istoimenog filma Petera Brooka iz 1960. Film je ljubavna melodrama usmjerena onkraj opće teme nemoguće ljubavi udane žene i mladića, na vraćanje izgubljenoga koje postoji isključivo i samo u sjećanju. Glavna junakinja u filmu dovodi svog sina kod učiteljice na satove glasovira te dječak vježba sonatinu talijanskog skladatelja Antona Diabellija (Op. 168, br. 4. B-dur). Tu istu sonatinu i Dedić je svirao kao početnik na klaviru i kao učenik Fredija Došeka. Skladajući tu pjesmu zimi krajem 1963., uzeo je prva četiri takta te Diabellijeve skladbe, "ne kao plagijat, nego kao citat, da me podsjeti na taj film, i onda sam dalje nastavio svojim slijedom."
Brooksov film njeguje stil gotovo impresionističke estetike, u kojem je ugođaj jesenske melankolije s polutotalima pustih ulica i ispražnjenih interijera, što Brooks koristi za izražavanje elegičnih, melankoličnih i sjetnih stanja, osjećaja i raspoloženja. Dedićeva pjesma tako se naslanja posve na film, gdje početni i završni stihovi "rijeka donosi jesen / dugo umire grad / i u nama toliko ljeta", odnosno "duga očajna kiša / magla zastire zrak" prizivaju svojom naglašenom opisnošću upravo kadrove filma, kao što stihovi daljih triju strofa ("reci da li ćeš noćas / moći ostavit sve / svoju kuću, navike, ljude / i poći a ne znati gdje") prizivaju samu radnju filma.
Pjesma Moj prijatelj govori o gubitku prijatelja i njegovom odsustvu. Cirkus živih ali sjetnih taktova Nikice Kalogjere, podsjećajući na melodije cirkusa ili vrtuljka, povlači usporedbu između tragedije u cirkusu (pad s trapeza) i naprasnog prestanka djetinjstva te naglog odrastanja. Pismo na stihove Irene Vrkljan i glazbu Ivice Krajača ljubavna je pjesma o bolnom prekidu.

## Naslijeđe
Pjesma Moderato cantabile u potpunosti određuje njegov kantautorski put te ga svrstava među utemeljitelje Zagrebačke škole šansone. Preko noći je postao zvijezda, lik s javne scene. 1964. je ostala prijelomna godina u Dedićevoj karijeri; netom diplomiravši flautu na Muzičkoj akademiji, postaje samostalni umjetnik, a s Kućom pored mora na splitskom festivalu u ljeto te godine postaje opća senzacija, unoseći potpuno novi stil na glazbenu scenu kojom su dotad vladali šlageri. Moderato cantabile zapamćena je kao prva ozbiljna šansona na hrvatskoj glazbenoj sceni, pa i šire, ujedno stekavši i status hrvatskog glazbenog evergreena. Pjesma visoko kotira prilikom osvrta na Dedićevu karijeru te je publici stalno jedna od Dedićevih najboljih.
Pjesmu je kasnije Dedić ponovno snimao te je uvrštavana na razne kompilacije i retrospektive (Čovjek kao ja, Arsenal, Najbolje od Arsena, Kuća pored mora, Dobrotvorov dom kao i Chansonfest-50 godina poslije, Zagrebfest 60 godina) te je često prerađivana (Drugi pogled, M. Dedić; Zapadni kolodvor, Branimir Štulić). Po pjesmi "Moderato cantabile" nazvana je i kavana u Dedićevoj rodnoj četvrti u Šibeniku.
Arsen Dedić ostao je vezan i fasciniran filmom, kinima i filmskim svijetom općenito čitave svoje karijere, a ovo je prva pjesma koju je napisao nadahnut filmom. Sjećanje na »Moderato cantabile« vrhunac je Dedićeva kasnijeg sjećanja na filmove iz vlastite mladosti, koja se poklopila s prodorom filmskog modernizma. Povodom pedesete godišnjice objave njegove šansone "Moderato cantabile", za svoj rad na filmu i pjesnički rad nadahnut filmom dobio je Nagradu "50 godina" na 17. Motovun Film Festivalu 2014.
Skladba "Moj prijatelj" u novom aranžmanu objavljena je i na retrospektivnom LP-u Vraćam se Arsena Dedića iz 1975. Pjesma "Cirkus" uvrštena je u kompilaciju Zagrebačka škola šansone 1975. kao reprezantativni primjerak žanra te je ostala jednom od poznatijih skladbi Nikice Kalogjere.

## Produkcija
Pjesme su snimljene na večeri "Studio 64" u sklopu Zagrebfesta iste godine. Kao producent potpisan je Pero Gotovac.

## Popis pjesama
| 1. | »Moderato cantabile« | A. Dedić | A. Dedić/arr. N. Kalogjera | 04:18 |
| 2. | »Moj prijatelj«      | A. Dedić | A. Dedić/arr. N. Kalogjera | 02:06 |

| 3. | »Cirkus« | A. Dedić   | N. Kalogjera | 04:13 |
| 4. | »Pismo«  | I. Vrkljan | I. Krajač    | 02:53 |

## Vanjske poveznice
- Moderato cantabile, discogs.com
- Film Moderato cantabile na IMDB-u
- Diabellijeve sonatine, ur. Wilhelm Rauch, "Sonatinen für Piano Solo", Beč: Universal Edition, 1901.